# The End of Heartache
Albums de Killswitch Engage
Alive or Just Breathing As Daylight Dies
The End Of Heartache est un album musical, sorti le 11 mai 2004, du groupe de metalcore américain Killswitch Engage. L'album est le premier avec le nouveau chanteur Howard Jones, du groupe Blood Has Been Shed, qui a rejoint Killswitch Engage en 2002, en remplaçant Jesse Leach. Le batteur Justin Foley, qui était dans le groupe Blood Has Been Shed avec Jones, a également rejoint Killswitch Engage, en remplaçant l'ancien batteur Tom Gomes, qui a quitté le groupe pour des raisons personnels.
Le premier enregistrement fut la musique "When Darkness Falls" qui apparut dans les soundtracks du film d'horreur Freddy vs. Jason en 2003. L'album fut mis en vente le 11 mai 2004.
Et la musique The End of Heartache fait également partie des Soundtracks de Resident Evil: Apocalypse

## Liste des titres
1. A Bid Farewell - 3:55
2. Take This Oath - 3:46
3. When Darkness Falls - 3:52
4. Rose of Sharyn - 3:36
5. Inhale - 1:15
6. Breathe Life - 3:18
7. The End of Heartache - 4:58
8. Declaration - 3:01
9. World Ablaze - 4:59
10. And Embers Rise - 1:11
11. Wasted Sacrifice - 4:18
12. Hope Is... - 4:21

CD bonus de l'édition spéciale 2004
1. Irreversal - 3:49
2. My Life For Yours - 3:34
3. The End of Heartache (Resident Evil Version) - 4:05
4. Life To Lifeless (Live) - 3:22
5. Fixation On The Darkness (Live) - 3:40
6. My Last Serenade (Live) - 4:00